# Aepycamelus
Os alticamelos foram  mamíferos artiodátilos, atualmente extintos, pertencentes ao gênero Alticamelus, da mesma família dos camelos atuais. Seus fósseis constam do Mioceno médio ao Plioceno inferior, localizados na região da América do Norte.
Eles foram os primeiros camelos a alcançar proporções gigantes e os únicos que não estão na subfamília Camelinae.